# Ruisseauville
Ruisseauville est une commune française située dans le département du Pas-de-Calais en région Hauts-de-France. Ses habitants sont appelés les Ruisseauvillois. La commune est membre de la communauté de communes du Haut Pays du Montreuillois. C'est une commune à dominante rurale, autrefois connue pour son abbaye (aujourd’hui détruite).

## Géographie

### Localisation
Localisée dans le centre du département du Pas-de-Calais, Ruisseauville est une commune rurale du Ternois, située, à vol d'oiseau, à 4 km au sud de Fruges (aire d'attraction) dont elle est limitrophe, et à 25 km à l'est  de Montreuil-sur-Mer (chef-lieu d'arrondissement).
Le territoire de la commune est limitrophe de ceux de sept communes.
Les communes limitrophes sont Coupelle-Neuve, Azincourt, Avondance, Canlers, Créquy, Fruges et Planques.

### Géologie et relief
La superficie de la commune est de 3,89 km2 ; son altitude varie de 122  à   145 m.

### Hydrographie
La commune, située dans le bassin Artois-Picardie, est, selon le Service d'administration nationale des données et référentiels sur l'eau (Sandre), drainée par le riot vasseur ou riot le vasseur, d'une longueur de 4,33 km qui prend sa source dans la commune  et se jette dans la Planquette au niveau de la commune de Planques.

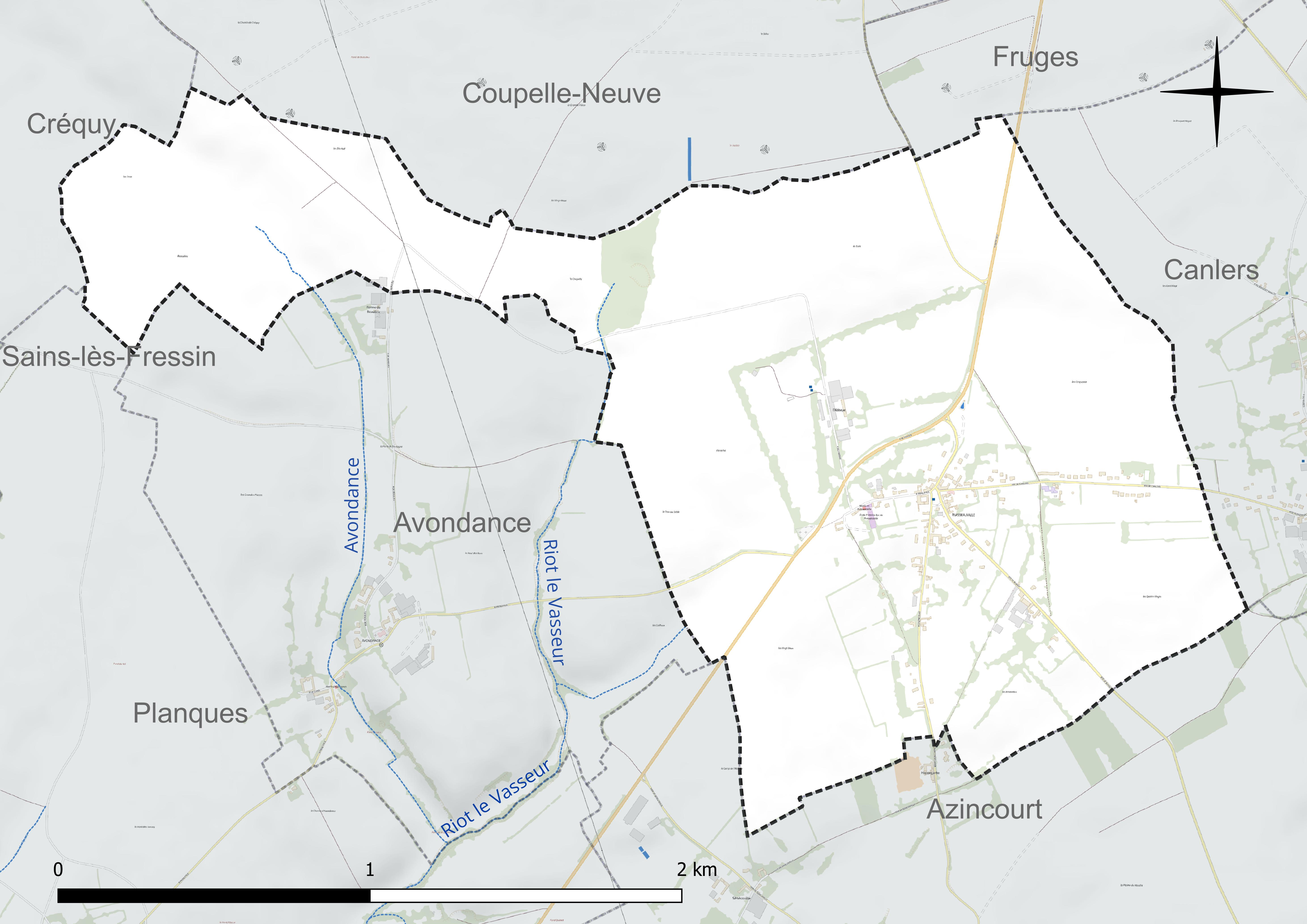
Réseau hydrographique de Ruisseauville.

### Climat
Pour des articles plus généraux, voir Climat des Hauts-de-France et Climat du Nord-Pas-de-Calais.
En 2010, le climat de la commune est de type climat océanique altéré, selon une étude du Centre national de la recherche scientifique (CNRS) s'appuyant sur une série de données couvrant la période 1971-2000. En 2020, Météo-France publie une typologie des climats de la France métropolitaine dans laquelle la commune est exposée à un climat océanique et est dans la région climatique Côtes de la Manche orientale, caractérisée par un faible ensoleillement (1 550 h/an) ; forte humidité de l’air (plus de 20 h/jour avec humidité relative > 80 % en hiver), vents forts fréquents.
Pour la période 1971-2000, la température annuelle moyenne est de 10,1 °C, avec une amplitude thermique annuelle de 13,7 °C. Le cumul annuel moyen de précipitations est de 874 mm, avec 12,8 jours de précipitations en janvier et 9 jours en juillet. Pour la période 1991-2020, la température moyenne annuelle observée sur la station météorologique la plus proche, située sur la commune de Radinghem à 8 km à vol d'oiseau, est de 10,5 °C et le cumul annuel moyen de précipitations est de 1 038,1 mm,. Pour l'avenir, les paramètres climatiques de la commune estimés pour 2050 selon différents scénarios d'émission de gaz à effet de serre sont consultables sur un site dédié publié par Météo-France en novembre 2022.

### Paysages
Pour un article plus général, voir Paysage en France.
La commune est située à la jonction de deux paysages tels qu'ils sont définis dans l'atlas des paysages de la région Nord-Pas-de-Calais, conçu par la direction régionale de l'Environnement, de l'Aménagement et du Logement (DREAL), : 
- le « paysage montreuillois » , qui concerne 98 communes, se délimite : à l'Ouest par des falaises qui, avec le recul de la mer, ont donné naissance aux bas-champs ourlées de dunes ; au Nord par la boutonnière du Boulonnais ; au sud par le vaste plateau formé par la vallée de l'Authie, et à l'Est par les paysages du Ternois et de Haut-Artois. Ce paysage régional, avec, dans son axe central, la vallée de la Canche et ses nombreux affluents comme la Course, la Créquoise, la Planquette…, offre une alternance de vallées et de plateaux, appelée « ondulations montreuilloises ». Dans ce paysage, et plus particulièrement sur les plateaux, on cultive la betterave sucrière, le blé et le maïs, et les plateaux entre la Ternoise et la Créquoise sont couverts de vastes massifs forestiers comme la forêt d'Hesdin, les bois de Fressin, Sains-lès-Fressin, Créquy…[12] ;
- les « paysages des hauts plateaux artésiens », qui concernent 77 communes du Pas-de-Calais, se situent à l'extrémité ouest des collines de l'Artois qui traversent le Pas-de-Calais d'Arras au Boulonnais. L'alltitude de ces paysages dépassent les 180 mètres. Ces dimensions sont modestes, d'une quinzaine de kilomètres du sud-est au nord-ouest et d'une vingtaine de kilomètres dans sa dimension la plus grande[13].

Ces « paysages des hauts plateaux artésiens », appelés aussi « Haut Artois », se caractérisent par trois ensembles écopaysagers :
- - l'ensemble mésophile ouvert du plateau artésien calcaire ;
  - l'ensemble alluvial des fonds de vallée de la Lys et de l'Aa ;
  - l'ensemble calcicole des versants calcaires des vallées[13].

Le « Haut Artois » dispose d'une importante densité de corridors biologiques bien interconnectés.
Dans le « Haut Artois », pas de villes, c'est une des rares terres rurales de la région, les communes les plus importantes sont, du nord au sud, Lumbres, Fauquembergues et Fruges. Le « Haut Artois », drainé par l'Aa et la Lys, constitue le sommet de l'anticlinal artésien, paysage ventée, froid et aux précipitations importantes qui en font le château d'eau régional.
Leș cultures représentent environ 60 % des sols, les prairies entre 26 et 27 %, les bois de 5 à 8 % et les villages et bourgs de 5 à 8 %, l'industrie y est peu présente.

### Milieux naturels et biodiversité

#### Zone naturelle d'intérêt écologique, faunistique et floristique
L’inventaire des zones naturelles d'intérêt écologique, faunistique et floristique (ZNIEFF) a pour objectif de réaliser une couverture des zones les plus intéressantes sur le plan écologique, essentiellement dans la perspective d’améliorer la connaissance du patrimoine naturel national et de fournir aux différents décideurs un outil d’aide à la prise en compte de l’environnement dans l’aménagement du territoire.
Le territoire communal comprend une ZNIEFF de type 2 :
les vallées de la Créquoise et de la Planquette, d’une superficie de 15 157 ha et d'une altitude variant de 13  à   181 mètres. Ces deux vallées se situent aux confins de deux régions naturelles : le Haut Pays d’Artois et le Ternois et constituent un des paysages ruraux traditionnels du Nord-Pas-de-Calais les mieux conservés.

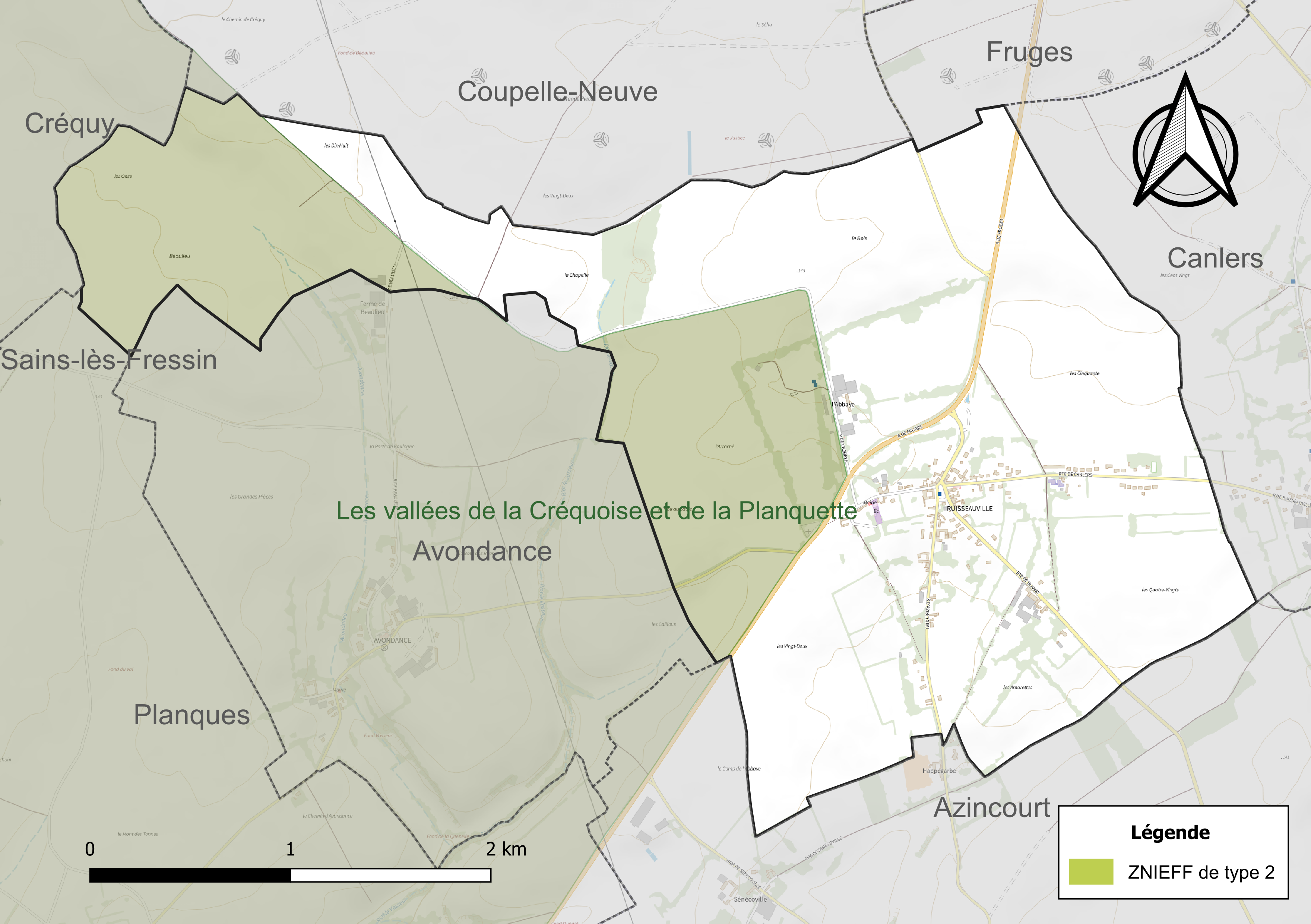
Carte de la ZNIEFF sur la commune.

#### Espèces faunistiques et floristiques
L’Inventaire national du patrimoine naturel (INPN) recense plusieurs espèces faunistiques et floristiques sur le territoire de la commune dont certaines sont protégées et d’autres menacées et quasi-menacées.

## Urbanisme

### Typologie
Au 1er janvier 2024, Ruisseauville est catégorisée commune rurale à habitat dispersé, selon la nouvelle grille communale de densité à sept niveaux définie par l'Insee en 2022.
Elle est située hors unité urbaine. Par ailleurs la commune fait partie de l'aire d'attraction de Fruges, dont elle est une commune de la couronne,. Cette aire, qui regroupe 22 communes, est catégorisée dans les aires de moins de 50 000 habitants,.

### Occupation des sols
L'occupation des sols de la commune, telle qu'elle ressort de la base de données européenne d’occupation biophysique des sols Corine Land Cover (CLC), est marquée par l'importance des territoires agricoles (93,1 % en 2018), une proportion identique à celle de 1990 (93,1 %). La répartition détaillée en 2018 est la suivante : 
terres arables (68,3 %), prairies (24,8 %), zones urbanisées (6,9 %). L'évolution de l’occupation des sols de la commune et de ses infrastructures peut être observée sur les différentes représentations cartographiques du territoire : la carte de Cassini (XVIIIe siècle), la carte d'état-major (1820-1866) et les cartes ou photos aériennes de l'IGN pour la période actuelle (1950 à aujourd'hui).

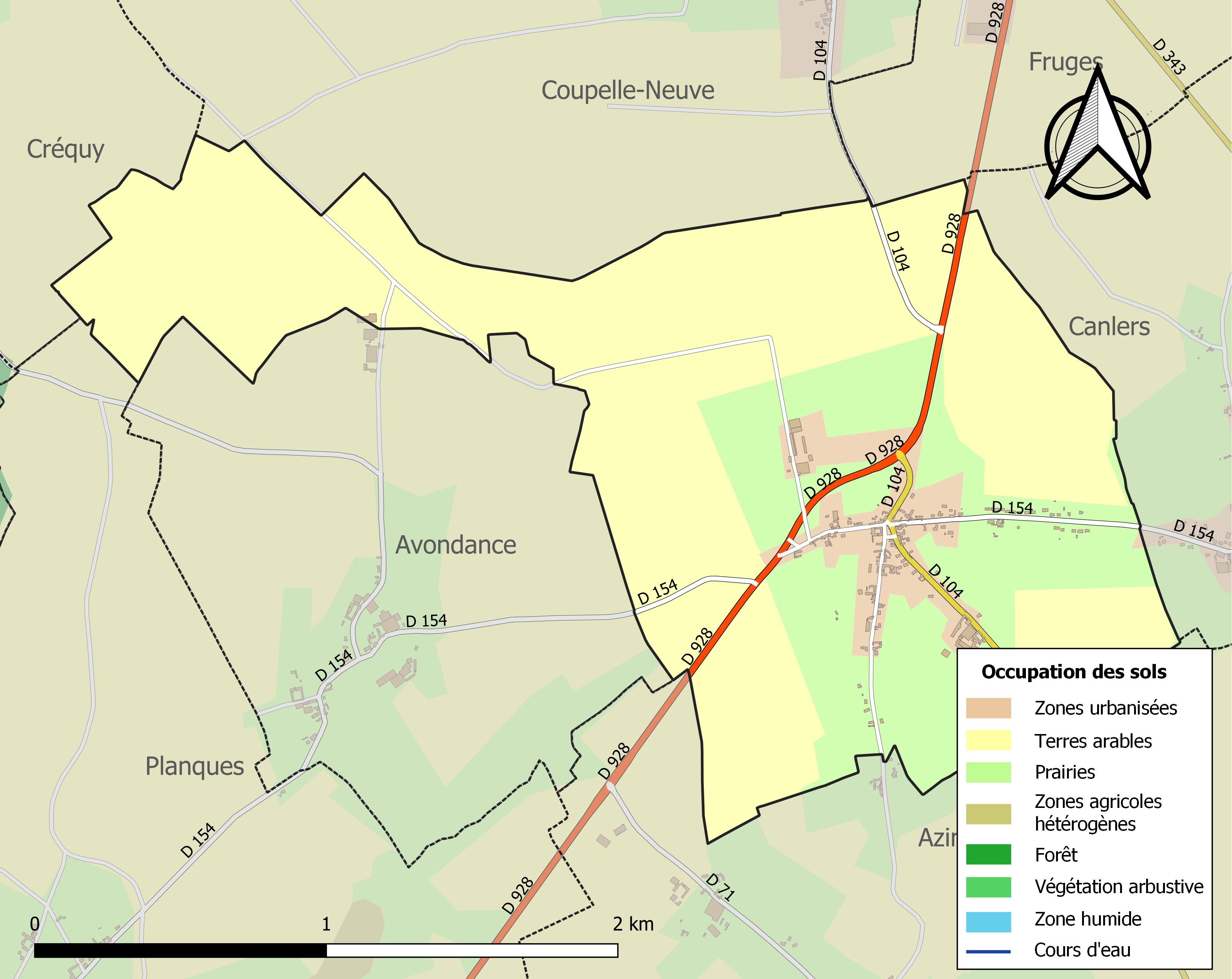
Carte des infrastructures et de l'occupation des sols de la commune en 2018 (CLC).

## Toponymie
Le nom de la localité est attesté sous les formes Russelli villa en 1185 ; Rousselli villa au XIIe siècle ; Rousseauville en 1242 ; Rousseavile en 1322 ; Rotiauville en 1367 ; Roussiavile en 1374 ; Roussiauville au XIVe siècle ; Roucheauville en 1516 ; Rousauville en 1539 ; Ruchauville-lès-Hesdin en 1578 ; Ruissavilla, Russavilla en 1620 ; Roucheville en 1691 ; Ruissiauville en 1699 ; Rousseville en 1715 ; Ruissiavile en 1725 ; Ruisauville en 1720 ; Ruisseauville en 1793 et depuis 1801.
Ruisseauville viendrait d'un nom d'homme germanique Rotseldis (devenu Roussel, Rousseau, puis attraction du mot ruisseau) suivi du latin villa « domaine », signifiant « domaine de Rotseldis ».

## Histoire
Ruisseauville abritait à la fin du XIe siècle un monastère qui aurait été fondé par Ramelin de Créquy en 1090 et rapidement rattaché en 1127 à l'abbaye Saint-Nicolas d'Arrouaise (ordre des Augustins, venus de Saint-Maurice, en Suisse) devenant ainsi une abbaye, l’abbaye Notre-Dame-au Bois de Ruisseauville,.
Le 25 octobre 1415, les violents combats de la bataille d'Azincourt entre l'armée du royaume de France et celles du roi d'Angleterre Henri V, laissent des milliers de soldats sans sépulture au milieu des labours proches de Ruisseauville et de Canlers, transformés en champ de bataille.
C'est à Baudouin d'Héricourt seigneur de Canlers, et abbé de Ruisseauville — où les troupes françaises avaient dressé leurs camps — que le duc de Bourgogne (le futur Philippe le Bon venu  d'Aire-sur-la-Lys)  confie l'inhumation des morts à leurs frais. Baudoin d'Héricourt et le bailli d'Aire font creuser trois fosses communes dans un champ de 25 verges carrées (20 m2) acheté par eux pour cette occasion, et y enterrent 5 800 cadavres (d'autres corps ayant été directement inhumés dans les bosquets d'Azincourt, ou rendus à leur famille). « Douze autres chevaliers, non identifiés, auraient également été enterrés dans l'ancien cimetière d'Auchy-lès-Hesdin ».
L'évêque Jacques Dela, suffrageant de l'évêque de Thérouanne, bénit le cimetière de la noblesse de France. Il fait enterrer douze nobles du pays dans les cloîtres de son abbaye de la ligue. En 1950, douze corps ont également été trouvés dans une cave lors d'un creusement pour installer un pylône électrique.
L'abbaye est détruite à l'époque de la Révolution française et remplacée en 1796 par « une ferme de 550 mesures aux Choisnard »
En 1816, après la bataille de Waterloo, des soldats anglais fouillent une des fosses communes. La population locale, les ayant chassés, a inhumé les restes humains dans le cimetière d'Azincourt côté sud.
D'après l'historien français Auguste de Loisne : « Ruissauville, en 1789, faisait partie de la sénéchaussée de Saint-Pol  et suivait la coutume d'Artois. Son église paroissiale, d'abord diocèse de Thérouanne, doyenné d'Hesdin, puis diocèse de Boulogne, doyenné de Vieil-Hesdin, était consacrée à saint Nicaise ; l'abbé de Ruisseauville présentait à la cure. »
En mars 1789, deux députés récemment désignés (Liévin Demagny et François Petit) partent à Paris avec un cahier de doléances qui semble avoir disparu, mais dans lequel on sait que les Créquinois accusaient leurs décimateurs (l'abbaye de Ruisseauville) de prélever un impôt trop lourd.
L'ancien château (détruit lors de la Seconde Guerre mondiale), installé sur le coteau, était autrefois relié par un souterrain à l’abbaye de Ruisseauville.
De l'abbaye seule subsiste une petite chapelle mise en valeur par l'office de tourisme intercommunal. Les objets du culte de l'abbaye ont été détruits ou dispersés, mais certains sont encore visibles, dans certaines collections, et/ou ont été classés au titre d'objet des monuments historiques, notamment « l'ampoule aux saintes huiles » (objet « chrismatoire ») (chrémeau) de l'église Saint-Nicaise (date de protection : 14 mai 1945) ; la  cathédrale d'Arras abrite la "Boîte aux saintes huiles de Ruisseauville"  ainsi que des sculptures dont un « Buste de Dieu le père », un « buste représentant Saint Pierre » et un haut-relief représentant l'Assomption de la Vierge.
Des restes du décor de l'abbaye sont également visibles dans l'église Sainte-Bertulphe de Fruges avec la statue sainte Monique.

## Politique et administration

### Découpage territorial
La commune se trouve dans l'arrondissement de Montreuil du département du Pas-de-Calais.

#### Commune et intercommunalités
Ruisseauville était membre de la petite communauté de communes du canton de Fruges et environs, un établissement public de coopération intercommunale (EPCI) à fiscalité propre créé en 2001 et auquel la commune avait transféré un certain nombre de ses compétences, dans les conditions déterminées par le code général des collectivités territoriales.
Dans le cadre des dispositions de la loi portant nouvelle organisation territoriale de la République du 7 août 2015, qui prévoit que les établissements publics de coopération intercommunale (EPCI) à fiscalité propre doivent avoir un minimum de 15 000 habitants, cette intercommunalité a fusionné avec sa voisine pour former, le 1er janvier 2017, la communauté de communes du Haut Pays du Montreuillois dont est désormais membre la commune. La communauté de communes du Haut Pays du Montreuillois regroupe 49 communes et totalise 15 703 habitants en 2021.

#### Circonscriptions administratives
La commune faisait partie depuis 1793 du canton de Fruges. Dans le cadre du redécoupage cantonal de 2014 en France, cette circonscription administrative territoriale a disparu, et le canton n'est plus qu'une circonscription électorale.
Pour les élections départementales, la commune fait partie depuis 2014 d'un nouveau canton de Fruges.

#### Circonscriptions électorales
Pour l'élection des députés, elle fait partie de la quatrième circonscription du Pas-de-Calais.

### Élections municipales et communautaires

#### Liste des maires
| Période                                  | Période                       | Identité     | Étiquette | Qualité                                                                          |
| ---------------------------------------- | ----------------------------- | ------------ | --------- | -------------------------------------------------------------------------------- |
| Les données manquantes sont à compléter. |                               |              |           |                                                                                  |
| mars 2001                                | En cours (au 2 février 2021,) | Serge Pouthé |           | Chef d'entreprise Réélu pour le mandat 2014-2020, Réélu pour le mandat 2020-2026 |

## Population et société

### Démographie
Les habitants sont appelés les Ruisseauvillois.

#### Évolution démographique
L'évolution du nombre d'habitants est connue à travers les recensements de la population effectués dans la commune depuis 1793. Pour les communes de moins de 10 000 habitants, une enquête de recensement portant sur toute la population est réalisée tous les cinq ans, les populations de référence des années intermédiaires étant quant à elles estimées par interpolation ou extrapolation. Pour la commune, le premier recensement exhaustif entrant dans le cadre du nouveau dispositif a été réalisé en 2008.

En 2022, la commune comptait 208 habitants, en évolution de +5,05 % par rapport à 2016 (Pas-de-Calais : −0,72 %, France hors Mayotte : +2,11 %).
| 1793 | 1800 | 1806 | 1821 | 1831 | 1836 | 1841 | 1846 | 1851 |
| ---- | ---- | ---- | ---- | ---- | ---- | ---- | ---- | ---- |
| 333  | 322  | 316  | 276  | 273  | 282  | 283  | 270  | 274  |

| 1856 | 1861 | 1866 | 1872 | 1876 | 1881 | 1886 | 1891 | 1896 |
| ---- | ---- | ---- | ---- | ---- | ---- | ---- | ---- | ---- |
| 251  | 242  | 235  | 215  | 237  | 219  | 198  | 208  | 216  |

| 1901 | 1906 | 1911 | 1921 | 1926 | 1931 | 1936 | 1946 | 1954 |
| ---- | ---- | ---- | ---- | ---- | ---- | ---- | ---- | ---- |
| 223  | 226  | 210  | 167  | 167  | 162  | 168  | 168  | 166  |

| 1962 | 1968 | 1975 | 1982 | 1990 | 1999 | 2006 | 2008 | 2013 |
| ---- | ---- | ---- | ---- | ---- | ---- | ---- | ---- | ---- |
| 157  | 142  | 147  | 148  | 147  | 121  | 143  | 149  | 187  |

| 2018 | 2022 | - | - | - | - | - | - | - |
| ---- | ---- | - | - | - | - | - | - | - |
| 201  | 208  | - | - | - | - | - | - | - |

#### Pyramide des âges
En 2018, le taux de personnes d'un âge inférieur à 30 ans s'élève à 36,8 %, soit au-dessus de la moyenne départementale (36,7 %). À l'inverse, le taux de personnes d'âge supérieur à 60 ans est de 24,3 % la même année, alors qu'il est de 24,9 % au niveau départemental.
En 2018, la commune comptait 101 hommes pour 100 femmes, soit un taux de 50,25 % d'hommes, légèrement supérieur au taux départemental (48,50 %).
Les pyramides des âges de la commune et du département s'établissent comme suit.
| Hommes | Classe d’âge | Femmes |
| ------ | ------------ | ------ |
| 2,0    | 90 ou +      | 1,0    |
| 8,9    | 75-89 ans    | 10,0   |
| 8,9    | 60-74 ans    | 18,0   |
| 13,9   | 45-59 ans    | 15,0   |
| 24,8   | 30-44 ans    | 24,0   |
| 8,9    | 15-29 ans    | 14,0   |
| 32,7   | 0-14 ans     | 18,0   |

| Hommes | Classe d’âge | Femmes |
| ------ | ------------ | ------ |
| 0,5    | 90 ou +      | 1,6    |
| 5,6    | 75-89 ans    | 8,9    |
| 16,7   | 60-74 ans    | 18,1   |
| 20,2   | 45-59 ans    | 19,2   |
| 18,9   | 30-44 ans    | 18,1   |
| 18,2   | 15-29 ans    | 16,2   |
| 19,9   | 0-14 ans     | 17,9   |

### Vie associative

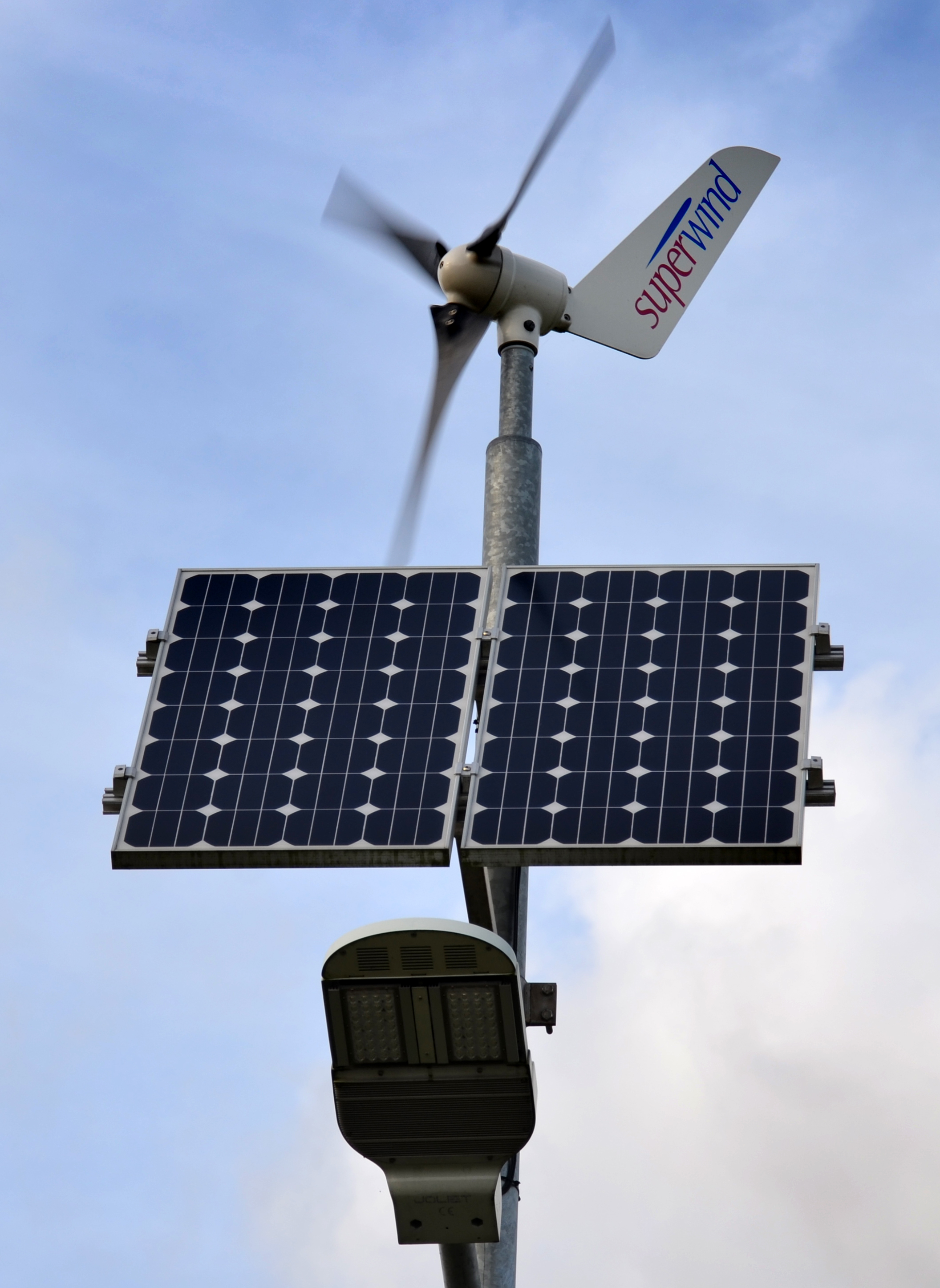
L'un des luminaires.

La commune accueille le siège de l'Organisation non gouvernementale (ONG) « À Petits PAS », une association pour une alternative solidaire de sensibilisation à l'environnement ; comprenant un hébergement collectif accueillant des groupes pouvant notamment explorer les thèmes de l'écotourisme, de la citoyenneté, de la création et de la construction durable. Un exemple de l'action de l'association sont les luminaires alimentés par l'énergie solaire photovoltaïque et par une petite éolienne.

## Culture locale et patrimoine

### Lieux et monuments
- L'église Saint-Nicaise.
- L'abbaye de Rousseauville[47] ou Notre-Dame de Beaulieu[48].
- Le monument aux morts[49].

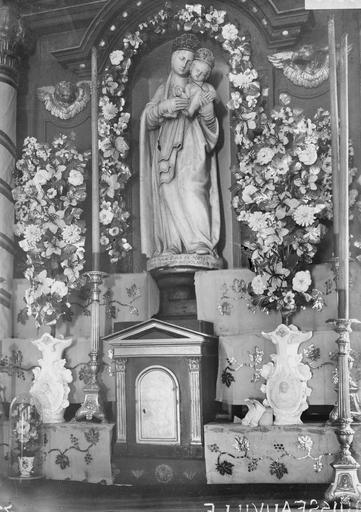
L'autel de l'église en 1914.
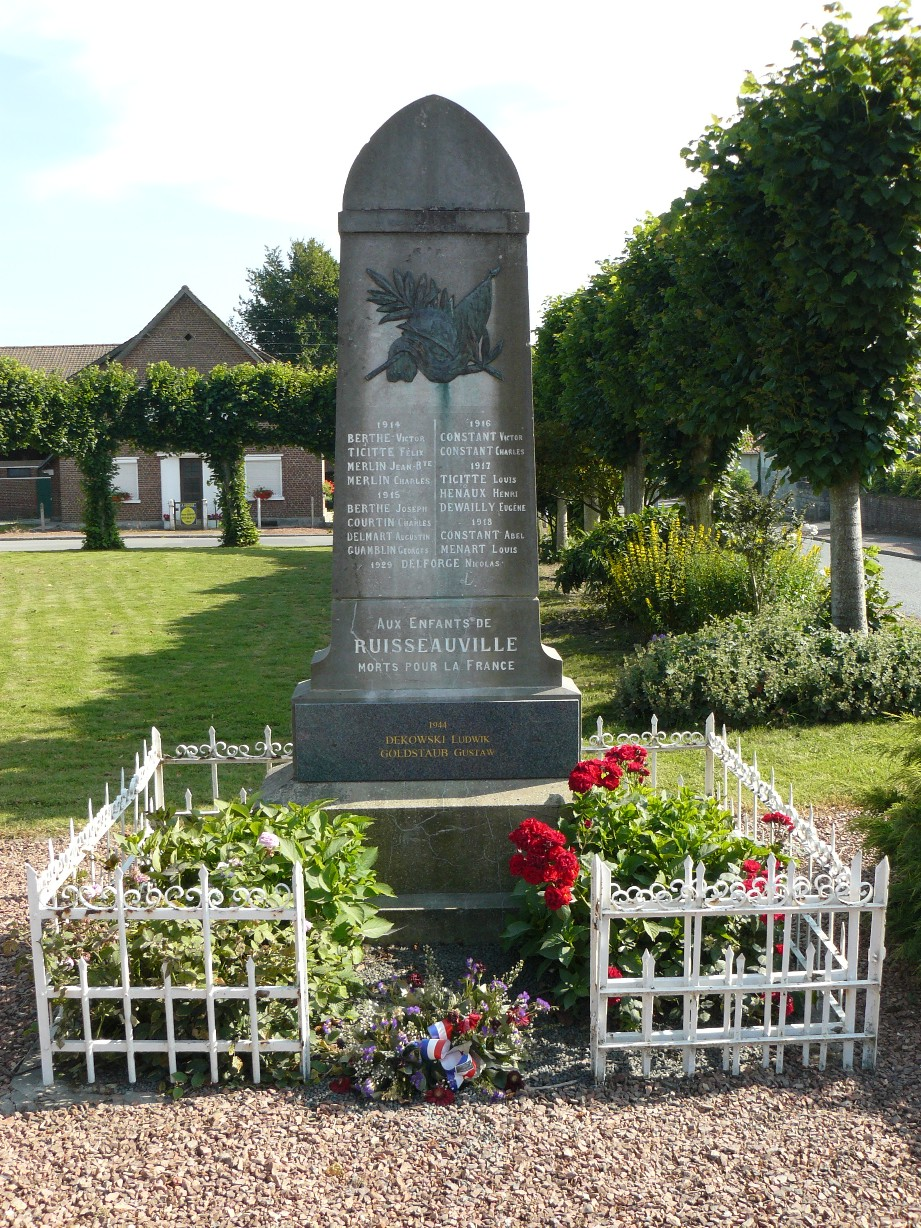
Le monument aux morts.

### Héraldique
| Blason de Ruisseauville | Blason  | De gueules à la fasce d’argent accompagnée de trois merlettes de sable*. |
| Blason de Ruisseauville | Détails | * Il y a là non-respect de la règle de contrariété des couleurs : ces armes sont fautives. Reprend les armes retrouvées sur un vitrail de l'église qui sont les armes attribuées en 1696 par Charles d'Hozier à l'abbaye de Ruisseauville, où les émaux furent inversées car celle-ci portait « d'argent à la fasce de gueules accompagnée de trois merlettes de sable ». Proposition des Archives départementales du Pas-de-Calais Adopté par la municipalité le 8 novembre 1995. |
| Blason de Ruisseauville | Alias   | D'argent à la fasce d'azur surmontée d'une tête d'aigle arrachée de sable et soutenue d'une fleur de lys du même. Armes que portait en 1792 le dernier abbé de l'abbaye de Sainte-Marie-au-Bois de Ruisseauville, Jean-Dominique-Augustin Hurtevent. Ancien blason de la commune, encore visible sur le fronton de la mairie, abandonné depuis 1995. |

## Pour approfondir

#### Bases de données, dictionnaires et encyclopédies
- Ressources relatives à la géographie :   - Insee (communes)
  - Ldh/EHESS/Cassini
- Ressource relative à plusieurs domaines :   - Annuaire du service public français
- Notices d'autorité :   - VIAF
  - BnF (données)
  - IdRef
  - LCCN
  - Israël
  - WorldCat